# The Renunciation (film 1908)
The Renunciation è un cortometraggio muto del 1914. Il nome del regista non viene riportato nei credit.

## Produzione
Il film fu prodotto dalla Vitagraph Company of America.

## Distribuzione
Distribuito dalla Vitagraph Company of America, il film - un cortometraggio di 114 metri - uscì nelle sale cinematografiche statunitensi il 31 ottobre 1908.